# Raja Jang
Raja Jang (en ourdou : راجہ جنگ) est une ville pakistanaise située dans le district de Kasur, dans le centre de la province du Pendjab. C'est la neuvième plus grande ville du district. Elle est située à moins de cinquante kilomètres au sud de Lahore, la capitale provinciale.
La population de la ville a été multipliée par plus de deux entre 1972 et 2017 selon les recensements officiels, passant de 13 590 habitants à 30 876. Entre 1998 et 2017, la croissance annuelle moyenne s'affiche à 2,1 %, inférieure à la moyenne nationale de 2,4 %. Selon le recensement de 2023, la population de la ville monte à 66 404 habitants.
|            | 1972 (rec.) | 1981 (rec.) | 1998 (rec.) | 2017 (rec.) | 2023 (rec.) |
| ---------- | ----------- | ----------- | ----------- | ----------- | ----------- |
| Population | 13 590      | 15 638      | 20 943      | 30 876      | 66 404      |